# Kunlun
I monti Kunlun (cinese: 昆仑山S, KūnlúnshānP, K'un-lun ShanW) sono un sistema montuoso della zona meridionale dell'Asia centrale, estesi da ovest a est per circa 2000 km, dal Pamir in Tagikistan fino al passo Kunlun e alle catene montuose adiacenti della parte centrale della provincia del Qinghai - Burhan Budai, Bayan Har e A'nyêmaqên (Amne Machin) - in Cina a est. La larghezza varia considerevolmente, ma raramente oltrepassa i 200 km; nella loro parte occidentale formano un bastione che divide in due l'Asia interna tra l'altopiano del Tibet da una parte e il bacino del Tarim (Talimu) nella Cina occidentale dall'altra, mentre una biforcazione settentrionale dei monti Altun (Altyn Tagh) prosegue questo allineamento.

## Geografia fisica
Il versante meridionale dei monti Kunlun si eleva a non più di 1500 m al di sopra dell'altopiano del Tibet, che a sua volta presenta un'altitudine media di circa 4600 m. Visti dalla prospettiva delle oasi disposte lungo i margini meridionali del deserto del Takla Makan che si estende a nord delle montagne, tuttavia, i Kunlun formano un imponente bastione che blocca ogni via di accesso alle brulle distese ghiacciate delle propaggini più occidentali della Regione Autonoma cinese del Tibet.

### Morfologia
Per gran parte del loro allineamento, i monti Kunlun sono costituiti da due o tre catene parallele, piuttosto che da un singolo crinale. Questo è particolarmente vero per il settore occidentale. Presso i monti Sarykol, dove i Kunlun si distaccano dal Pamir, una biforcazione montuosa diretta verso est, detta dei monti Muztagata, ospita attualmente alcune delle vette più alte della catena - il monte Kongur (7719 m), nonché il monte Muztagata (7546 m). Una biforcazione maggiore si snoda proprio a sud della città oasi di Qiemo (Cherchen); là, i monti Altun si separano, per dirigersi verso nord-est, dai monti Arkatag all'altezza del monte Muztag (Muztagh), che, con i suoi 7723 m, è la vetta più alta dei Kunlun. Verso est la cimosa settentrionale dei Kunlun diviene il margine meridionale del vasto ed elevato bacino del Qaidam (Tsaidam). Alte vallate con occasionali laghi salati costellano la parte mediana dei monti Kunlun.
La cresta più elevata della catena principale della parte occidentale dei Kunlun è il monte Keriya, alto 7120 m. Alcuni picchi che superano i 6000 m interrompono il profilo delle propaggini centrali e orientali della catena, tra cui ricordiamo il monte Muztag e il monte Bukadaban (6860 m). La pianura sottostante si eleva a oltre 4900 m; per questo motivo, questi monti non hanno l'imponenza di altre alte montagne dell'Asia. La zonazione del suolo ha una struttura piuttosto semplice, con suoli steppici e desertici, ma anche suoli di tipo alpino, che sono i prevalenti. Il contenuto organico è basso, e pantani, brughiere e depressioni saline sono comuni alle altitudini inferiori. L'erosione eolica ha portato alla formazione di sparse dune di sabbia.

### Geologia

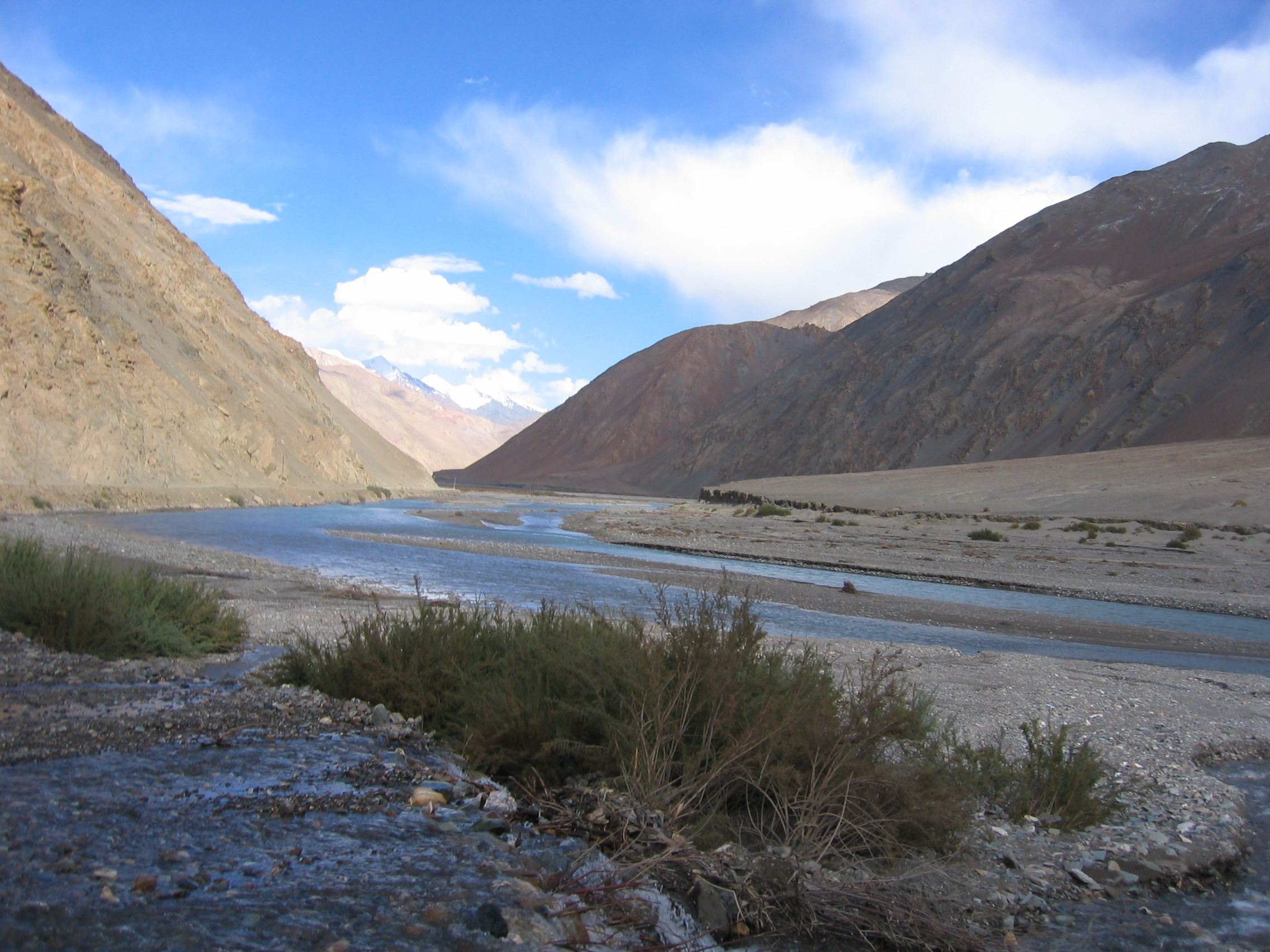
Il fiume Karakash, nei Kunlun occidentali, visto dall'autostrada Tibet-Xinjiang.

Le principali strutture di pieghe e le rocce granitiche dei monti Kunlun risalgono a circa 250 milioni di anni fa, un'epoca in cui si formarono molte catene montuose dell'emisfero orientale. Le depressioni interne dei Kunlun, tuttavia, sono strutture relativamente recenti nella loro interezza, essendosi formate a partire da depositi che non hanno più di 26 milioni di anni; solo la più grande di esse, il bacino del Qaidam, contiene una spessa copertura di sedimenti della quale dei depositi giurassici (risalenti all'incirca a 145-200 milioni di anni fa) rappresentano gli strati più antichi. I monti Kunlun rappresentano anche una regione di movimenti geologicamente recenti della crosta terrestre, e una considerevole attività sismica (terremoti) continua ancora oggi, associata prevalentemente al sistema di faglie trascorrenti dei monti Altun.

### Idrografia e ghiacciai
I monti Kunlun formano una parte di quella regione dell'Asia centrale in cui i fiumi indirizzano le loro acque solamente verso bacini interni, in particolare verso i bacini del Tarim e del Qaidam a nord e ai bacini dell'altopiano del Tibet a sud. Solo le propaggini più orientali della catena montuosa, dove sono situate le sorgenti del Huang He (fiume Giallo), ospitano sistemi idrografici che dirigono le loro acque verso l'oceano.
Sui Kunlun vi sono due reti fluviali: i grossi torrenti che hanno origine nel Karakoram a sud-ovest e nel Tibet meridionale, i quali attraversano la catena dei Kunlun facendosi strada attraverso una serie di gole, e i piccoli torrenti che drenano le pendici delle catene periferiche. I fiumi maggiori formano lunghe valli sinuose; alcuni riforniscono di acqua, utilizzata per l'irrigazione, le oasi che sorgono lungo la cimosa settentrionale dei Kunlun.
Sebbene siano anche incrementati dalle acque piovane, i fiumi dei Kunlun sono alimentati soprattutto dalle nevi e dai ghiacciai. Il volume della loro portata, di conseguenza, varia a seconda delle stagioni; il 60-80% dei fiumi ha acqua unicamente nei mesi estivi, quando all'intensivo scioglimento delle nevi e dei ghiacci sulle montagne si unisce il picco delle precipitazioni. L'elevata evaporazione delle acque di scioglimento delle nevi e dei ghiacciai ha portato alla formazione di estese distese di sale.
Malgrado la loro altezza, sui Kunlun vi sono solo pochi ghiacciai a causa dell'estrema aridità del clima; la copertura di neve persiste unicamente lungo i profondi crepacci delle vette più elevate. I ghiacciai si incontrano unicamente a partire da circa 7000 m di quota. Tutti i ghiacciai della regione si distinguono per l'insolita pendenza e per la scarsità di acqua di disgelo.

### Clima

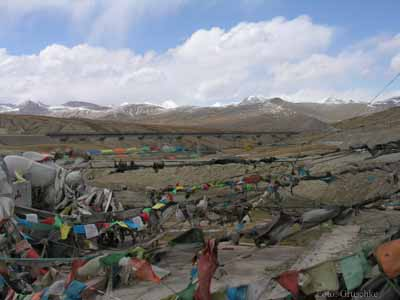
Il passo Kunlun

I monti Kunlun sono quasi totalmente isolati dall'influenza climatica apportata dai monsoni provenienti dagli oceani Indiano e Pacifico. Sono invece sotto l'influenza costante della massa di aria continentale, che provoca grandi escursioni termiche annue e giornaliere. Le zone più aride si riscontrano nel settore centrale della catena montuosa; in quelli occidentale e orientale, tuttavia, il clima è piuttosto moderato.
Nelle zone più aride dei Kunlun, le precipitazioni sono inferiori ai 50 mm annui nelle colline pedemontane e di circa 100–150 mm ad altitudini più elevate; in prossimità delle montagne del Pamir e del Tibet, l'entità delle precipitazioni annuali sale fino a circa 460 mm. Negli strati inferiori delle montagne (quelli che circondano le pianure settentrionali), la temperatura media è di 25-28 °C in luglio e non inferiore ai -9 °C in gennaio; negli strati superiori delle montagne e lungo il confine con il Tibet, comunque, la temperatura media in luglio è inferiore ai 10 °C e spesso scende fino a -35 °C o addirittura oltre in inverno.
L'escursione diurna estremamente accentuata nelle zone di alta quota crea condizioni di intensa alterazione di caldo e gelo, producendo enormi quantità di loess. Un'altra caratteristica dei Kunlun sono i venti molto forti, i più intensi dei quali si riscontrano durante l'autunno; particolarmente degni di nota sono quelli che spazzano il bacino del Qaidam.

### Flora e fauna
Le condizioni desertiche o, nel migliore dei casi, di steppa che prevalgono lungo l'intera catena dei Kunlun inibiscono lo sviluppo della vegetazione. Gran parte del terreno è ricoperto da deserti ghiaiosi. Occasionali pozze di acqua stagnante forniscono pascolo e acqua ad alcuni ungulati selvatici, come la gazzella tibetana e l'antilope tibetana (chiru), nonché a grandi mandrie di asini selvatici (kiang) e a gruppetti di yak selvatici. Sulle più umide montagne occidentali, gli argali (Ovis ammon) pascolano nelle praterie di alta quota. Sulle rupi sovrastanti bharal (Pseudois nayaur), urial del Ladakh e stambecchi si incontrano sporadicamente nelle propaggini occidentali. I boschetti di salici che si sviluppano lungo i corsi d'acqua ospitano di frequente orsi bruni, mentre i lupi si incontrano un po' in tutta la regione; i leopardi delle nevi, invece, sono rari. Molti anseriformi migratori visitano i laghi durante le migrazioni stagionali.

## Geografia antropica

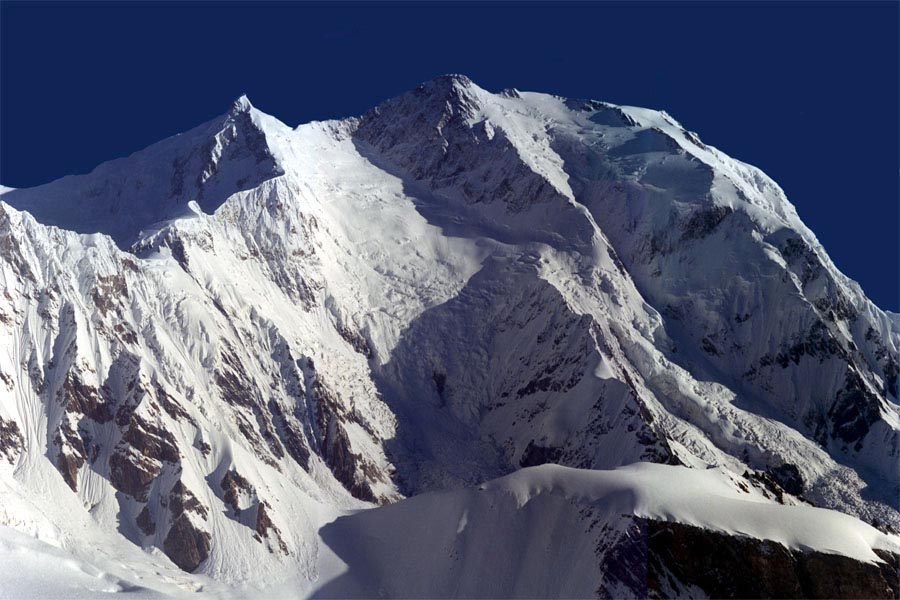
Il monte Kongur (7719 m).

Nonostante le estreme condizioni climatiche e morfologiche, i Kunlun e le aree adiacenti offrono dimora a popolazioni stanziali e nomadi. Sulle pendici volte a settentrione si incontrano uiguri, che risalgono dalle oasi sottostanti, e, più raramente, mongoli. A sud, nelle aree settentrionali del Tibet, pastori nomadi tibetani hanno requisito vaste distese di pascoli steppici precedentemente abbandonate. Montanari tagiki e kirghisi occupano i pochi insediamenti nelle profonde vallate delle montagne occidentali adiacenti ai monti Karakoram e Pamir. I cinesi (han) sono presenti in tutta la regione, ma sono per lo più concentrati lungo l'estesa e ben mantenuta rete di strade sterrate costruite a partire dal 1949.
L'irrigazione in poche regioni dà sostentamento a piccole colture cerealicole; d'altro canto, l'allevamento pastorale, in particolare di yak, dzo, pecore, capre e, più raramente, bovini, costituisce l'attività economica principale. Coltivazioni di varietà di frumento ad alto rendimento, orzo, piselli, patate e colza occupano la maggior parte del terreno arabile del Tibet. Il fieno ricavato dalle erbe della regione è scarso in volume ma ricco in nutrienti e proteine.
La strada asfaltata trans-tibetana che va da Dunhuang a Lhasa collega vari insediamenti nel Qinghai. La stessa Golmud, una città moderna sorta sulle distese spazzate dal vento del bacino del Qaidam, è un terminal ferroviario. Anche altre strade importanti che si dipartono dalle oasi del bacino del Tarim penetrano nel massiccio dei Kunlun. I camion riforniscono di ortaggi, materiali da costruzione, carburante e merci varie gli insediamenti più distanti e trasportano materie grezze quali petrolio, carbonato di sodio e carbone dai siti di estrazione alle città vicine.
Lungo la cimosa settentrionale dei monti Kunlun, che costeggia il bacino del Tarim, è passato per secoli il ramo meridionale della Via della seta che, fino al XVI secolo, collegò la Cina con l'Asia centrale e sud-occidentale. Lana e sale erano i prodotti principali trasportati giù lungo le pendici dei Kunlun fino alle oasi che sorgevano ai margini del deserto del Taklamakan. I monaci dei piccoli monasteri buddhisti presenti nella zona consideravano i tibetani della regione alla stregua di servi della gleba, ma le ripetute incursioni dei musulmani provenienti dal nord mantennero tutta la regione dei Kunlun in un perenne stato di mutazione continua.
Le mire dei britannici per sfruttare il potenziale commerciale del Turkestan cinese spinsero vari avventurieri a sondare l'estremità occidentale dei Kunlun, ma fu solo alla fine del XIX secolo che esploratori come lo svedese Sven Anders Hedin raccolsero abbastanza notizie per conoscere a fondo la regione occidentale dei Kunlun. Alcuni viaggiatori sfruttarono il percorso che attraversa da ovest a est il Qinghai, attraverso le propaggini orientali dei Kunlun e Golmud, come una rotta alternativa al corridoio del Gansu. Con la fondazione della Repubblica Popolare della Cina nel 1949, questi territori periferici finirono sotto il controllo centrale, e spedizioni scientifiche cinesi esplorarono l'intera area. Le principali spedizioni cinesi hanno definito la geologia, la glaciologia, il suolo e la vegetazione dei Kunlun. Un altro studio, svolto in cooperazione internazionale, ha concentrato l'attenzione sugli adattamenti fisiologici ed ecologici dei vari gruppi etnici dei Kunlun agli ambienti marginali di alta quota adiacenti alla cimosa meridionale della catena.
A partire dagli anni '80, numerose spedizioni geologiche sono state intraprese da squadre sino-francesi e sino-americane per esaminare l'evoluzione dei monti Kunlun e in particolare la natura dei movimenti tettonici lungo il sistema di faglie degli Altun.